# Porcullosoma albipes
Porcullosoma albipes är en mångfotingart som beskrevs av Kraus 1959. Porcullosoma albipes ingår i släktet Porcullosoma och familjen orangeridubbelfotingar. Inga underarter finns listade i Catalogue of Life.